# Лестервил (Јужна Дакота)
Лестервил (енгл. Lesterville) град је у америчкој савезној држави Јужна Дакота.

## Демографија
По попису из 2010. године број становника је 127, што је 31 (-19,6%) становника мање него 2000. године.
| Група             | 2000.       | 2010.        |
| Белци             | 152 (96,2%) | 127 (100,0%) |
| Афроамериканци    | 0 (0,0%)    | 0 (0,0%)     |
| Азијати           | 0 (0,0%)    | 0 (0,0%)     |
| Хиспаноамериканци | 2 (1,3%)    | 0 (0,0%)     |
| Укупно            | 158         | 127          |